# Hong Li-chyn
Hong Li-chyn (* 23. Mai 1970) ist eine ehemalige taiwanische Fußballspielerin auf der Position der Torhüterin.

## Karriere
Hong spielte im November 1991 für National Sport in ihrer taiwanischen Heimat. Sie stand bei der Weltmeisterschaft 1991 im Kader der Nationalmannschaft, die das Viertelfinale erreichte, und kam auf drei Einsätze und zwölf Gegentreffer gegen Italien (0:5), Nigeria (2:0) und die Vereinigten Staaten (0:7).